# 4552 Набелек
4552 Набелек (4552 Nabelek) — астероїд головного поясу, відкритий 11 травня 1980 року.
Тіссеранів параметр щодо Юпітера — 3,686.